# هامرشتاین
هامرشتاین (به آلمانی: Hammerstein) یک شهر در آلمان است که در Neuwied واقع شده‌است. هامرشتاین ۳۶۸ نفر جمعیت دارد.